# Мінц Климентій Борисович
Мінц Климентій Борисович (1908—1995) — російський кінодраматург.

## З життєпису
Народ. 21 січня 1908 р. в Катеринбурзі. Закінчив інститут масових видовищ і урочистостей в Ленінграді (1925). Навчався на кінофакультеті Ленінградського інституту історії мистецтв (1925—1930).
Був одним з організаторів «Фабрики радянського сценарію» в Ленінграді (1928).
Автор сценарію фільму «Приборкувачка тигрів» (1954)
Автор сценарію української стрічки «Одного чудового дня» (1955, у співавт.).